# Coleccion de Oro BEST 2002-2005
『Coleccion de Oro BEST 2002-2005』（コレクシオン・デ・オロ・ベスト 2002-2005）は、LIVのベスト・アルバム。

## 概要
- 初回限定盤は、DVD付き。

## 収録曲
特記除く 全作詞:押尾学、全作曲:南徹、全編曲:押尾学・南徹
1. Without You (3:57)
2. Try (4:32)
3. SOUL (3:53)
4. FLY (6:31)
5. May I be happy forever (3:48)
6. Are you alive? (4:07)
7. FAKE STAR (3:31)
作詞・作曲:押尾学
8. THE SHOW (3:37)
作詞:押尾学、作曲:押尾学・南徹
9. 未来の花 (3:18)
作詞・作曲:押尾学
10. Are you alive? (Live at Zepp Tokyo on July 30, 2005) (4:56)
編曲:Hirotaka Osawa (KENNEK KNOCK)
11. パズル (4:44)
作詞・作曲:押尾学
新曲。通常盤のみ収録。